# ミハイル・レールモントフ
ミハイル・ユーリエヴィチ・レールモントフ（ロシア語: Михаи́л Ю́рьевич Ле́рмонтов, ラテン文字転写: Mikhail Yur'evich Lermontov, 1814年10月15日（グレゴリオ暦）/10月3日（ユリウス暦） - 1841年7月27日（グレゴリオ暦）/7月15日（ユリウス暦））は、帝政ロシアの詩人、作家。

## 生涯

### 両親と祖母
ミハイル・ユーリエヴィチ・レールモントフはモスクワの名門貴族の家に生まれ、タルハーヌイの村（現在のペンザ州のレールモントヴォ）で育った。レールモントフはスコットランドからロシアに移住した零細貴族の子孫であり、祖先の一人であるフォマ・レールモントフは有名な弾唱詩人（ドルイド）だといわれている。父の家系は17世紀半ばにロシアに移住したポーランド・リトアニア共和国の将校ユーリ（ジョージ）・レールモントフまでさかのぼることができ、ミハイル・ロマノフ（1613年 - 1645年）の治世にユーリはポーランドでロシア軍の捕虜となった。レールモントフの父であるユーリ・ペトロヴィチ・レールモントフは自分の父親と同じように軍職に就く道を選んだ。大尉に昇進したユーリは、有力貴族のストルイピン家の女子相続人である16歳のマーリヤ・ミハイロヴナ・アルセーニエワと結婚する。レールモントフの母方の祖母であるエリザベータ・アルセーニエワは結婚を失敗と見なし、義理の息子をひどく嫌っていた。
1814年10月15日、一家が一時的に転居したモスクワでマーリヤは息子のミハイルを出産した。

### 幼年期

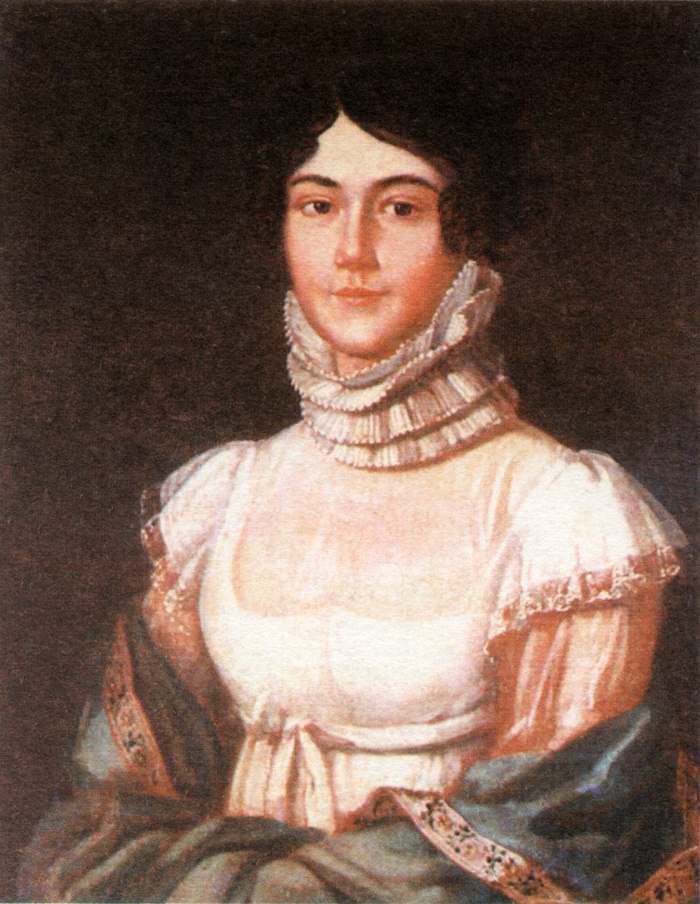
レールモントフの母マーリヤ

結婚生活の不和はすぐに現れ、夫妻の間に隔たりができる。レールモントフの研究者でもある文学史家アレクサンドル・スカビチェフスキーは二人の不和を深刻化させた最大の原因を断定することはできないと述べた上で、ユーリが神経質で体の弱い妻と独裁的な性格の義母に辟易していたと推測した。初期の伝記作家であるパーヴェル・ヴィスコワトフは、ユーリが住み込みで働いていたユリアという若い女性と不倫をしていたために夫婦の仲が悪化したことをほのめかしている。マーリヤの体調は急速に悪化していき、肺病に罹ったマーリヤは1817年2月27日に21歳で亡くなる。
父のユーリと祖母エリザベータ・アルセーニエワは残されたレールモントフを巡って争い、最終的に祖母の意見が優先されたものの、二人の争いは幼いレールモントフの心に傷を残した。マーリヤの死から9日後にタルハーヌイでユーリとエリザベータは口論を交わし、ユーリは自分の姉妹が住むトゥーラ県のクロポトヴォの荘園に戻っていった。ユーリが幼いレールモントフを連れ去った場合に備えて、エリザベータは溺愛するレールモントフを自分の下に取り返すことをユーリに約束させる、骨の折れる交渉に取り掛かった。エリザベータは自分の手でレールモントフを養育することを条件に彼への遺産の相続を約束し、16歳になるまでレールモントフを彼女の元に留めることで双方は合意した。3歳の時にレールモントフは父と離別し、その代わりに自分を溺愛する祖母と多くの親族に甘やかされる贅沢な生活が始まった。彼にとって辛い経験となった家族の不和は1830年に書き上げた戯曲『人間と情熱』の原型になり、作品の主人公であるユーリの振る舞いは幼い頃のレールモントフに酷似している。
1817年6月にエリザベータはレールモントフをペンザに移す。1821年に二人はタルハーヌイに戻り、6年の間この地で暮らした。レールモントフを溺愛するエリザベータは幼い孫に最高の教育を施し、何不自由ない生活を送るための出費を惜しまなかった。祖母から溺愛されたレールモントフは奔放に育っていき、また広範な教育を受けてフランス語とドイツ語の素養を身に付け、いくつかの楽器の演奏を学び、絵画の分野でも才能を示した。
しかし、病弱なレールモントフは悪性リンパ腫（瘰癧）とくる病に苦しみ、フランス人の医師アンセルム・レヴィが彼を近くで見守っていた。最初にレールモントフの指導を務めたカペー大佐はかつてナポレオンの軍に所属し、戦争でロシア軍の捕虜となった後にロシアに定住した人物であり、彼が最も敬愛した家庭教師だった。カペーの後任であるドイツ人の教育者レヴィはレールモントフにゲーテとシラーを紹介した。レヴィが家庭教師を務めた期間は短く、レヴィの次にフランス人ゲンドロットが家庭教師となり、まもなくウヴァーロフ家が優秀な英語教師として推薦するウインドソンが加わった。その後、ロシア文学の教師であるアレクサンドル・ジノヴィエフが到着した。知的な空気に囲まれるレールモントフの環境はプーシキンの経験と似ていたが、教育の過程で支配的な立場にあったフランス語は英語への関心を呼び起こすようになり、ラマルティーヌとバイロンが人気を分け合っていた。
レールモントフのためにより良い気候と鉱泉での療養を求めて、1819年と1820年の2回にわたり、エリザベータは彼をカフカース（コーカサス）地方に連れて行き、エリザベータの姉妹の家に滞在した。1825年の夏に9歳になったレールモントフの健康が悪化したとき、エリザベータは家族総出で3回目のカフカース旅行に出発する。3回目のカフカース旅行の時、レールモントフは9歳の少女に対してロマンチックな初恋を経験した。

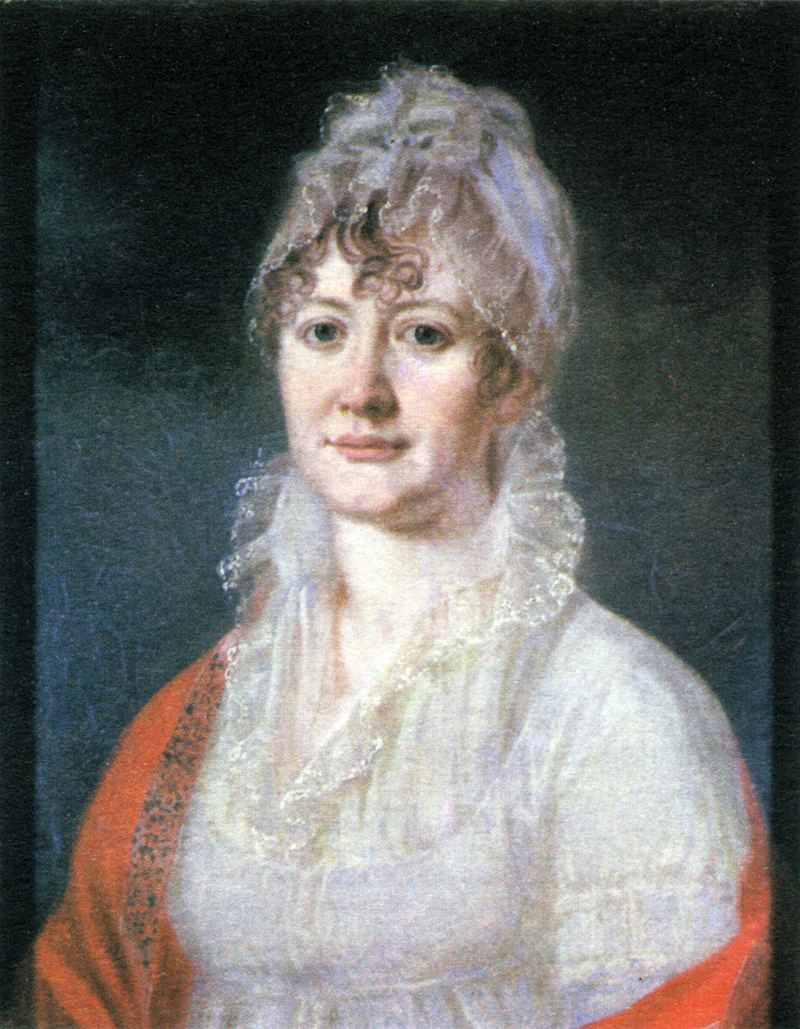
レールモントフの祖母エリザベータ

ユーリが彼を養育する権利を主張し続けることを恐れたエリザベータは二人の接触を厳しく制限し、幼いレールモントフは多くの苦痛と後悔を経験する。溺愛する人間がレールモントフへの出費を惜しまず、家族の不和に引き裂かれたにもかかわらず、彼は孤独に育ち、引っ込み思案になった。レールモントフは初期の自伝的な作品"Povest"の登場人物であるサーシャ・アルベーニンに自分自身の姿を投影し、あらゆるものを熱烈に愛する一方で冷酷な感情を持ち合わせ、時にサディスティックな面を見せる印象的な少年と描写していた。レールモントフは非常に恐ろしく、傲慢な気性の持ち主であり、祖母の庭で、あるいは昆虫や小動物相手に感情をぶつけていた。家庭教師の一人であるドイツ人の修道女クリスティーナからは「陽」の影響を受け、彼女から「全ての人間はたとえ奴隷であっても敬意を払われるべきだ」という思想を教わった。レールモントフの病弱な体質はある意味では長所ともいえ、自分の内にあるより暗い面に深く入り込むことを妨げ、さらにスカビチェフスキーの言うところでは「物事の考え方を教えてくれた。（中略）外界で見つけることができない、自分自身の内の深い部分を探索する喜びを。」といった重要な役割を果たしていた。
1825年8月に一家は3度目のカフカース旅行から戻り、レールモントフは家庭教師とフランス語とギリシャ語の定期的な学習を始め、ドイツ語、フランス語、英語で書かれた作品の原著を読み始めた。1827年の夏、12歳になったレールモントフは初めてトゥーラ県の父親の荘園に旅行した。同年秋、彼とエリザベータはモスクワに移住した。

### 貴族学校時代

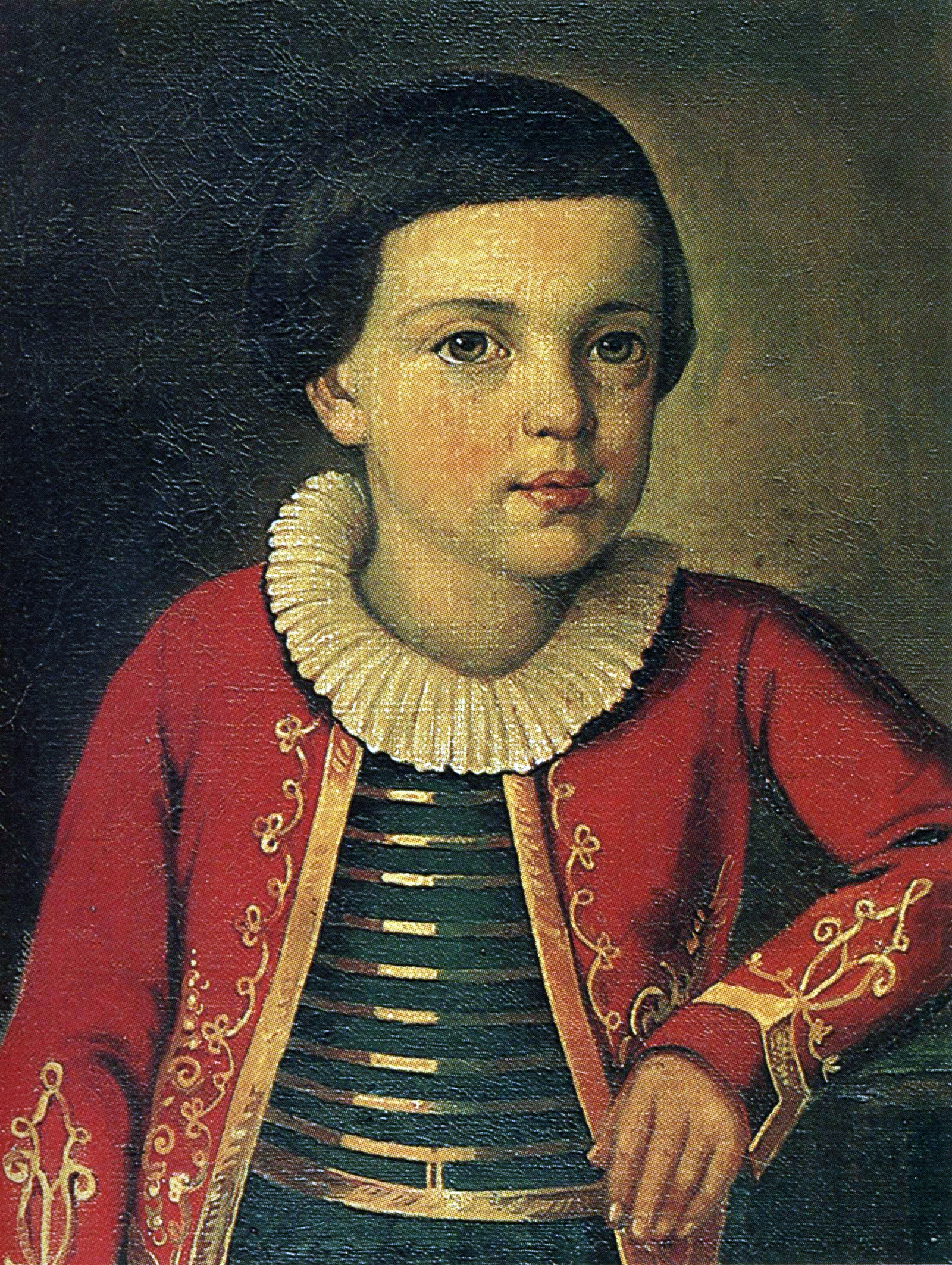
少年期のレールモントフ

1828年にレールモントフはモスクワ大学付属貴族学校に入学し、この頃から詩作を始めたと考えられている。
1年間個人的な指導を受けた後、1829年2月に13歳になったレールモントフは入学試験に合格し、モスクワ大学付属貴族学校の第5学年に編入する。ここでの彼の個人的なチューターは詩人のアレクセイ・メルズリャコフ、彼と並んでロシア語とラテン語を教えたジノヴィエフだった。彼らの影響の下、少年は自分の家の広大な図書室を最大限に活用して読書を始め、その中にはミハイル・ロモノーソフ、ガヴリーラ・デルジャーヴィン、イヴァン・ドミトリエフ、ヴラディスラフ・オゼロフ、コンスタンティン・バーチュシコフ、イヴァン・クルィロフ、イヴァン・コズロフ、ヴァシーリー・ジュコーフスキー、アレクサンドル・プーシキンらの著作が含まれていた。間もなく彼はアマチュアの学生雑誌の編集に携わるようになった。彼の友人の一人で従姉妹でもあるエカテリーナはレールモントフを「バイロンの大量の著作と結婚した」と評し、また当時レールモントフはエカテリーナに対して恋愛感情を抱いており、1820年代後半に彼女に捧げるために"Nishchy"などのいくつかの詩を作り出した。文学の指導者たちはレールモントフを特定の作家の影響下から離そうとしたが、バイロンはレールモントフのインスピレーションの根源であり続けた。1830年に同人誌"Ateneum"で発表された "Vesna"（春）という短い詩は、非公式ながらもレールモントフにとっての出版物でのデビュー作となる。
詩的な技術に加えて、レールモントフは毒を含んだウィット、残酷で嘲笑的なユーモアの傾向を発達させていった。1828年に行われた試験ではレールモントフはジュコーフスキーの詩を朗読、バイオリンのエチュードを演奏し、最も優れた成績を勝ち取った。1830年4月に寄宿学校がギムナジウムに転換させられると、レールモントフも同級生の大部分と同じようにすぐに退学した。

### モスクワ大学時代
1830年8月、レールモントフはモスクワ大学に入学する。モスクワ大学の同窓生にはヴィッサリオン・ベリンスキー、アレクサンドル・ゲルツェン、イヴァン・アクサーコフ、ニコライ・スタンケーヴィチら、後年に文壇で名を馳せる人物が多く在籍していたが、レールモントフは彼らと交流を持たなかった。当時のモスクワ大学にはベリンスキー、スタンケーヴィチ、ゲルツェンが指導する3つの急進派の学生のグループが存在していたが、スカビチェフスキーの言うところの「くだらない傲慢」はレールモントフがそれらのグループに参加することを妨げた。レールモントフは講義に真面目に出席しながらも時折講堂の片隅で本を読み、大規模な事件を除いて学生たちの集まりに加わることはなかった。1831年に人気のない教授が野次を飛ばす学生たちによって講堂から締め出された事件にはレールモントフも参加していたが、収監されたゲルツェンとは対照的に、レールモントフは表立って叱責は受けなかった。

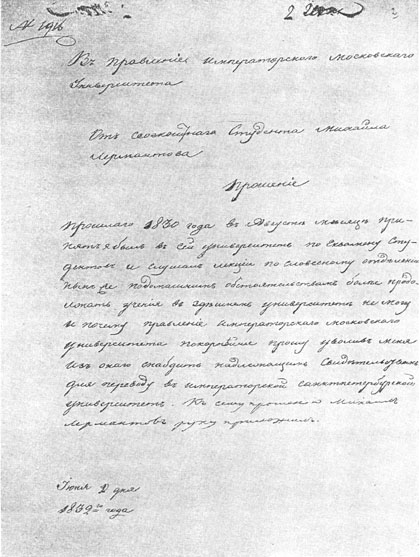
レールモントフ直筆のモスクワ大学の退学届

レールモントフの大学生活の最初の一年は、家族の不和の悲劇的な結末で締めくくられた。息子との離別は父のユーリに深刻な影響を及ぼし、アルセーニエフ家を離れてからこれっきり、死に至るまでの残された短い時間をただ費やすだけだった。父の死はレールモントフにとって過酷な喪失であり、彼の詩には父の死を嘆く心情が反映されている。しばらくの間、レールモントフは真剣に自殺を考え、初期の戯曲である『人間と情熱』と『奇妙な男』の結末は主人公の死で終わる。また、彼の日記から判断すると、当時のレールモントフはヨーロッパの政治に対する強い関心を持ち続けていた。"Predskazaniye"などの大学時代に書き上げた詩のいくつかでは高度な政治の問題が扱われており、未完に終わった"Povest Bez Nazvaniya"はロシアにおける民衆の蜂起を主題としている。大学時代に書かれた"Parus"、"Angel Smerti"、"Ismail-Bei"といったいくつかの詩は、後世で彼の傑作の一群と見なされるようになった。
レールモントフの学生生活の最初の一年は試験が行われず、モスクワでコレラが流行したため、大学は数か月間閉鎖された。知的探求心に富んだレールモントフは大学の授業とは別に個人的な研究に取り組んでいたが、ある教授の試験で授業とは異なる回答を出したために教授と対立する。レールモントフを敵視する教授は彼を落第させて退学を勧告し、レールモントフはモスクワ大学を中退した。1832年6月に大学を中退したレールモントフはペテルブルクに移り、ペテルブルク大学への編入を試みたが、モスクワ大学在学中に取得した単位を認められず、1年次からの入学を求められた。このためレールモントフはペテルブルク大学への編入を諦め、ペテルブルクに設置されていた近衛士官学校に入学する。

### 士官学校時代、社交界での生活
レールモントフ自身は士官学校時代の2年間を「恐怖の2年間」と呼び、飲酒、カードなどの放蕩に耽りながらも文学との関わりは保ち続けていた。軍事教練の合間を縫ってプガチョフの乱を題材とした歴史小説『ヴァジム』の執筆に取り組んだが、小説は未完に終わる。レールモントフは1834年に士官学校を卒業した後、ツァールスコエ・セローに駐屯する近衛騎兵連隊に配属される。
上流社会に嫌気がさし、一度中断していた創作活動を再開する。1835年に戯曲『仮面舞踏会』を書き上げるが、上流社会の偽善をつまびらかにした作品であったため、上演は許可されなかった。
1837年に詩人プーシキンが決闘で落命する事件が起きる。プーシキンの死を悼んだレールモントフは詩『詩人の死』を書き上げ、プーシキンの才能と勇気を称賛するとともに、彼の死を招いた上流階級を痛烈に批判した。プーシキンの死を悲しむ人々は『詩人の死』に込められた怒りに共感し、『詩人の死』は政府の厳重な監視をすり抜け、筆写によって全国に広がっていった。皇帝ニコライ1世の側近を弾劾した『詩人の死』を発表した結果レールモントフは逮捕、投獄され、約1年間カフカースに左遷される。

### カフカースへの流刑
カフカースに流される途上、ピャチゴルスクの鉱泉で権力への抵抗と現代社会への不満を歌った詩『商人カラーシニコフの歌』を作り上げる。カフカースに辿り着いたレールモントフは大自然、土地の山岳民族、流刑に服すデカブリストやジョージア（グルジア）の知識人と出会い、視野を広げていった。また、独立のために戦うカフカースの人間に強い共感を覚え、チェチェン人との戦いに積極的に参加して手柄を立てた。現地の土匪の討伐に従軍したレールモントフは戦闘で勇気を奮い、周囲を驚かせた。音楽にも秀でていた彼は、この期間に辺境を守るコサックの老婆の子守歌を聞いて、これを採譜し、ロシア語の『コサックの子守歌』を持ち帰って公開したという逸話も残し、この歌は現在も日本を含む世界中で愛唱されている。
1838年2月にレールモントフはノヴゴロドの連隊への移動を命じられ、この地に着任する。しかし、2か月も経たないうちに、祖母のエリザベータはレールモントフのペテルブルクに駐屯する連隊への異動を取り付けた。ペテルブルクに移ったレールモントフは小説『現代の英雄』の執筆に取り掛かるが、この小説はレールモントフにロシア散文の創始者の一人という名声をもたらすことになる。『現代の英雄』は「余計者」ペチョーリンを巡る5つの話で構成されており、物語はところどころに自伝的な要素を含んでいる。1839年1月、雑誌"Otechestvennye Zapiski"を主宰するアンドレイ・クライエフスキーは、レールモントフに自分の雑誌に定期的に寄稿するよう提案した。『現代の英雄』を構成する短編のうち、「ベーラ」と「運命論者」の二編が"Otechestvennye Zapiski"の第2号と第4号に掲載され、残りの三編が1840年に出版されると、大いに人気を博した。後世、『現代の英雄』はロシア文学における精神的リアリズムの先駆けである古典とみなされるようになった。
1838年にペテルブルクに帰還したレールモントフは文学界の寵児として社交界から歓迎されたが、傲慢、不遜、冷淡に見える態度を変えることはなかった。この時期にモスクワ大学時代の同窓生である批評家ベリンスキーはレールモントフと長時間会話を交わし、彼が偉大な芸術家であることを初めて悟る。ペテルブルクの上流階級がもたらす浅薄な快楽はレールモントフを蝕むようになり、彼の気性の悪い面はより顕著になる。女官であり、ペテルブルクで流行していたサロンの女主人でもあるアレクサンドラ・スミルノワはレールモントフについて、「彼はなんて贅沢な人間なのだろう。切迫した大惨事に直面しているように見える。過ちに対して傲慢である。退屈で死にかけ、自分自身の軽薄さに苛立っているが、こうした環境から解き放たれようとはしない。奇妙な男だ、……」と書いている。
レールモントフはソフィア・ステパノワとエミリア・ムシーナ＝プーシキナのサロンで人気を集めていたが、二人の気を引こうと競い合っている男たちの間に反感を引き起こした。フランス大使の息子エルネスト・デ・バラントもそうした男達の一人であり、1840年の初頭にレールモントフはバラントをステパノワの面前で侮辱した。バラントはレールモントフに決闘を申し込み、プーシキンが致命傷を受けたチョールナヤ・レチカとほぼ同じ場所で決闘が行われた。レールモントフは軽傷を負い、決闘の後に逮捕、投獄された。収監されたレールモントフの元にはベリンスキーなどの彼の詩文の崇拝者が面会に訪れたが、例に漏れず面会者たちもレールモントフの二面的な性格とちぐはぐで難解な気質を理解するのに手を焼いていた。
バラントとの決闘事件の後、レールモントフは再びカフカースに追放される。ペテルブルクを去る直前、レールモントフは友人たちの前で書き上げたばかりの詩『雨雲』を朗読し、詩の中で延々と続く迫害と自身の理想から離れた過去の生活を回想し、詩を聞く人間に感銘を与えた。軍功と祖母の配慮によってレールモントフは数か月の休暇を認められ、ペテルブルクに戻った。すでに刊行されていた詩集の影響も相まってレールモントフの名声はより高まっており、様々な貴族のサロンから珍客として招かれるが、傲慢な異端者という周囲の評価は変わらなかった。舞踏会の最中に皇族に敬意を示さなかったことを理由に休暇を取り消され、再びカフカースに流された。

### 最期

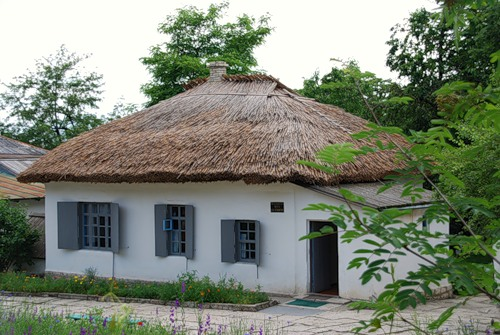
ピャチゴルスクに流されたレールモントフは最後の2週間をこの家屋で過ごした

カフカースへの途上、1841年5月9日にモスクワを訪れたレールモントフは、この地で憲兵隊長アレクサンドル・ベンケンドルフに毒舌をふるった詩を8作完成させる。モスクワを発った後にスタヴロポリを訪れ、グラッベ将軍に面会し、町に滞在する許可を求める。その後彼は気の向くままに道を進んでいき、ピャチゴルスクで病に罹ったことを告げる手紙を上官に送り、連隊の特別委員会は彼にミネラーリヌィエ・ヴォードィでの治療を勧めた。スカビチェフスキーはレールモントフの最後のカフカースでの暮らしを「朝に著述を始めたレールモントフの手は夕方になってより一層忙しく動いており、彼はくつろいでいるようには思えなかった」と述べている。1週間前の7月8日、レールモントフは「自分に残されている時間はほとんどないと感じている」と友人のメリンスキーに告白した。
ピャチゴルスクでの生活は概ね楽しいものだったが、社会不適合者という悪名、プーシキンに次ぐ2番目の詩人という評価、『現代の英雄』の成功にうんざりしていた。レールモントフはピャチゴルスクで士官学校時代の旧友ニコライ・マルトゥイノフと再会するが、彼がカフカースの服装や習慣を見せびらかすことを不快に思い、痛烈な皮肉を浴びせた。1841年7月25日、マルトゥイノフは「無礼者」レールモントフに決闘を申し込む。
7月27日にピャチゴルスクのマシューク山麓で決闘が行われたが、この地は、『現代の英雄』の『公爵令嬢メリー』(主人公ペチョーリンが旧友グルシニツキーを決闘で殺害する）の前半の舞台となった地である。バラントとの決闘の時と同じようにレールモントフが空に向かって発砲した後、狙いを定めたマルトゥイノフはレールモントフの心臓を撃ち抜いた。即死だった。レールモントフが倒れ込んだ時に大きな雷鳴が起こり、介添人、友人、マルトゥイノフらその場に居合わせた人間はレールモントフを見捨てて逃げ去った。決闘の日の夜、レールモントフの遺体は担架で運ばれた。ピャチゴルスクの僧侶は政府の怒りを恐れて遺体の埋葬を拒否し、彼の住家の主人は祟りを恐れて祈祷を行ったという。
1842年1月にニコライ1世はレールモントフの棺をタルハーヌイに移す許可を発し、棺は家族の墓地に埋葬された。孫の死を知った祖母エリザベータは軽い脳卒中に罹り、1845年に没する。レールモントフの死後、彼が生前書き残していたノートブックの中から多くの詩が発掘された。

## 作風
行動の意思と能力があるにもかかわらず、実践に移せないことへの鬱屈した知識人特有の感情と反逆の精神がレールモントフの抒情詩の特色、魅力を生み出している。レールモントフが文学活動に参加した時期はデカブリストの乱の後にあたり、当時のロシア皇帝ニコライ1世は検閲制度、秘密警察（皇帝官房第三部）と憲兵隊による監視を強化し、進歩的思想を弾圧していた。レールモントフは自由と真実の渇望、反逆の精神を持ち味とする詩文によって当時の貴族社会と専制政治を攻撃し、皇帝が君臨するロシアと相対する「自由なロシア」を称える真の祖国愛を歌い上げた。
前時代のヨーロッパの文学作品や同時代のロマン主義を取り入れ、リアリズムと抑制の聞いた言葉によって初期の作品に見られるロマン主義的な色彩をより洗練された作風に昇華した。ロマン派の作家に分類される一方で現実主義者の一面も持ち合わせ、現実的な視点を通して醜い現実を冷静に観察するほどレールモントフの内にある現実変革の欲求と反逆精神が促進され、ロマンチシズムに満ちた作品が生み出されていった。
幼少期のレールモントフに影響を与えた人物の一人にバイロンが挙げられ、レールモントフは彼が生み出したチャイルド・ハロルドの自由と英雄的行動を求める人物像に惹きつけられていた。レールモントフが11歳の時にデカブリストの乱が起き、おそらくはデカブリストと親交のあったエリザベータの兄から事件に関する詳しい話を聞き、後年に著した作品でデカブリストへの賛同の意思を示した。デカブリストのペステリ、ルイレーエフをモチーフにしたと思われる詩『偉大なる憂国の士よ（憂国のますらお）』『А・И・オドエフスキイの思い出』では、彼らと共通する方向性の思想を持っていたことをほのめかしている。1832年の士官学校入学までに書き上げた詩文や戯曲は後年の創作活動の下書きとなるが、『天使』『帆』といった傑作も生み出している。1829年に記した叙事詩『悪魔』の推敲は1841年まで続き、少なくとも8回は修正が加えられている。『二人のオダリスク』『海賊』といった物語詩には情事、失恋、近親相姦、殺人といったテーマが歌われ、多くの詩は荒削りかつ冗長なものだった。シラー、ユーゴー、バイロンらの作品がレールモントフの初期の作風に影響を与えていると考えられている。
入隊後には4編の叙事詩、『仮面舞踏会』と『兄弟二人』2編の戯曲、30編ほどの叙情詩を書き上げた。この時期には当時流行していた小説の執筆にも取り組み、『ヴァジム』『リゴフスカヤ公爵夫人』などの作品を残し、未完に終わった『リゴフスカヤ公爵夫人』には後年の作品である『現代の英雄』の主人公グレゴリー・ペチョーリンの原型が現れる。『リゴフスカヤ公爵夫人』は後年にゴーゴリ、ドストエフスキーらが発表した「ペテルブルクもの」と呼ばれるジャンルの作品の草分けとなった。
カフカースに追放された時期から、反逆と幻滅を語るレールモントフの特色はより強くなる。ナポレオン戦争の勇者を称えた『ボロジノ』、自らの名誉を賭して権力に挑戦した商人の叙事詩『商人カラーシニコフの歌』、『思索』で当世の人間の無為を風刺する。『商人カラーシニコフの歌』はペテルブルク時代の詩文『貴族オルシャ』と同様に人間の尊厳のために身分制度に反抗する人物を歌った作品だが、より写実性に富み、民謡のリズムが取り入れられている。
1837年から死までの期間にかけて、レールモントフの作品はより完成されたものとなる。個人的な関心を述べた初期の作品と異なり、真理、自由、誠実、尊敬などが歌われ、多くの作品に社会に対する軽蔑や侮辱、反逆の精神が込められていた。1840年に刊行された『現代の英雄』は登場人物である「余計者」グレゴリー・ペチョーリンとともにロシア文学界に多大な影響を与える。

## 作品

### 戯曲
- 『スペイン人』（1830年）
- 『奇妙な男（Странный человек）』（1831年）
- 『仮面舞踏会（Маскарад）』（1835年）

### 詩
- 『海賊』（1828年）
- 『悪魔（Демон）』（1829年 - 1841年）
- 『二人のオダリスク』（1830年）
- 『天使』（1831年）
- 『白帆（парус）』（1832年）
- 『貴族オルシャ』（1835年 - 1836年）
- 『偉大なる憂国の士よ』（1836年）
- 『詩人の死』（1837年）
- 『ボロジノ（Бородино）』（1837年）
- 『商人カラーシニコフの歌（ロシア語版）』（1838年）
- 『思索』（1838年）
- 『ムツイリ（Мцыри）』（1839年）
- 『コサックの子守歌』（1840年）
- 『わびしくも悲し』（1840年）

### 小説
- 『ヴァジム』（1832年 - 1834年）
- 『リゴフスカヤ公爵夫人（ロシア語版）』（1836年）
- 『現代の英雄』（1840年）
- 『シトース』（1841年、未完）

## 日本語訳
- 『現代の英雄』
  - 中村白葉訳、金星堂、1924年（「現代のヒーロー」岩波文庫、1928年）
  - 高橋昌平訳、暁書房、1949年
  - 一条正美訳、角川文庫、1954年
  - 江川卓訳、集英社、1980年（世界文学全集）
  - 中村融訳、岩波文庫、1981年（元版「世界文学全集」学研ほか）
  - 北垣信行訳、未知谷、2014年（元版「世界文学全集」講談社、筑摩書房）
  - 高橋知之訳、光文社古典新訳文庫、2020年

- 『ムツイリ・悪魔』
  - 北垣信行訳、日本評論社、1948年
  - 一条正美訳、岩波文庫、1951年、復刊1990年
- 『レールモントフ選集』全2巻、草鹿外吉・池田健太郎編訳、光和堂、1976年
- 『マスカラード　仮面舞踏会』安井祥祐訳、明窓出版、2013年

## 伝記
- アンリ・トロワイヤ『レールモントフの数奇な運命』（福住誠訳、新読書社, 2003年）
- 今井博『レールモントフ 彗星の軌跡』（群像社，2004年）
- 岡崎忠彦『評伝レールモントフ』（七月堂，1981年）